# 小行星8354
小行星8354（英語：8354）是一颗围绕太阳公转的小行星。1989年9月1日，艾瑞克·怀特·埃尔斯特在上普罗旺斯发现了此天体。
这颗小行星的绝对星等为107.71206等。